# Ласло Текеш
Ласло Текеш (також Ласло Тьокеш (або Василь Тьокеш), рум. Vasile Tekeș, угор. Tőkés László; 1 квітня 1952, Клуж-Напока) — угорський протестантський єпископ в Румунії. Також румунський політик, трансільванський угорець, який став однією з ключових фігур Румунської революції 1989.
Депутат Європейського парламенту.

## Біографія
Іштван Текеш — батько Ласло Текеша — був професором теології. Коли Ласло виповнилося 16 років, 1968 Ніколае Чаушеску ліквідував, прикриваючись адміністративно-територіальною реформою, Муреш-Угорську автономну область — це залишило важке враження в душі юного угорця.
З 1970 Ласло — активний учасник Угорського національного підпілля. Закінчив 1975 Протестантський теологічний інститут Клуж-Напока, став священнослужителем Реформатської церкви в Соціалістичній республіці Румунія, тісно пов'язаної з Угорською реформатською церквою. У 1980-ті роки Текеш регулярно передавав за кордон відомості про неблагополучну ситуацію з прав людини в Соціалістичній республіці Румунія.
| «Ми змогли донести наші проблеми до Угорщини, Канади, США …» | — згадує Текеш. У 1986 році був призначений помічником пастора в Тімішоарі — місті зі змішаним угорсько-румунсько-німецьким населенням. Трохи згодом — зайняв місце пастора. Сміливо викривав сваволю чиновників і злочини комуністичної влади.
1989 Текеш обраний орадським протестантським єпископом (Орадя). У середині грудня 1989 комуністична влада спробувала виселити Текеша з власного будинку. Та парафіяни оточили будинок живим кільцем для захисту єпископа. Пізніше до них почали приєднуватися й опозиційно налаштовані румуни. Чутки про події біля єпископського будинку збурили Тімішоару, а звідти це поширилося на всю Соціалістичній республіку Румунія і стало поштовхом до початку революції.
16 грудня проти тімішоарців застосовані водомети, а 17 грудня Чаушеску віддав наказ збройним силам стріляти в демонстрантів на враження. За різними оцінками (офіційним і неофіційним), вбито від 50 осіб до 10 тисяч осіб.
Текеш став одним із співавторів Тімішоарської прокламації 11 березня 1990.